# Sucumbíos
Sucumbíos är en provins i nordöstra Ecuador. Befolkningen beräknas till 128 995 invånare på en yta av 18 612 kvadratkilometer och den administrativa huvudorten är Nueva Loja.

## Administrativ indelning
Provinsen är indelad i sju kantoner:
- Cascales
- Cuyabeno
- Gonzalo Pizarro
- Lago Agrio
- Putumayo
- Shushufindi
- Sucumbíos